# Видзовский сельсовет
Видзовский сельсовет (бел. Відзаўскі сельсавет) — административная единица на территории Браславского района Витебской области Белоруссии. Административный центр — городской посёлок Видзы. 

## История
29 апреля 2004 года образован Видзовский сельсовет с административный центром — городской посёлок Видзы.

## Состав
Видзовский сельсовет включает 111 населённых пунктов:
- Антодолье — деревня
- Ашкараги — деревня
- Барковщина — деревня
- Барсуки — деревня
- Белый Застенок — хутор
- Белюнишки — деревня
- Бикишки — деревня
- Битюны — деревня
- Блажишки — деревня
- Болундишки — деревня
- Боровые — деревня
- Бучаны — деревня
- Вайнюны — деревня
- Вацкелюны — хутор
- Видзы-Ловчинские — деревня
- Видишки — деревня
- Возгелянцы — деревня
- Войникишки — деревня
- Волки — деревня
- Воятино — деревня
- Гавраны — деревня
- Гевенишки — деревня
- Гектовка — хутор
- Генужа — хутор
- Германовщина — деревня
- Гирейши — деревня
- Годовщина — хутор
- Головачи — хутор
- Гололавки — деревня
- Григоровщина — деревня
- Гритуны — деревня
- Гробишки — хутор
- Груштелишки — деревня
- Гультаёвщина — деревня
- Гурели — деревня
- Дегутишки — хутор
- Домбровские — хутор
- Дрисвяты — агрогородок
- Дубровка — деревня
- Ержишки — хутор
- Жвирблишки — деревня
- Ждегели — деревня
- Желабишки — хутор
- Затишье — деревня
- Казимирово — деревня
- Каралюнцы — хутор
- Карделишки — деревня
- Карклинские — хутор
- Кетишки — хутор
- Клипы — хутор
- Козорезы — деревня
- Козяны — агрогородок
- Коновалы — хутор
- Короневщина — деревня
- Лайбуны — деревня
- Латышки — деревня
- Леомполье — деревня
- Леонишки — хутор
- Липолаты — хутор
- Лоточки — деревня
- Любишки — хутор
- Маеришки — деревня
- Мальковщина — хутор
- Мамяны — деревня
- Манюки — деревня
- Мацеляны — хутор
- Мельники — хутор
- Мешкели — деревня
- Милюны — деревня
- Морозовка — деревня
- Новая Деревня — деревня
- Нурвяны — деревня
- Озерава — деревня
- Островишки — деревня
- Павловка — хутор
- Пакульня — деревня
- Пастернаки — деревня
- Пента — деревня
- Перевозники — деревня
- Плятарово — хутор
- Подворинка — деревня
- Подисенники — деревня
- Подтрейбшуны — деревня
- Пузово — деревня
- Растанишки — деревня
- Регуляры — деревня
- Россинели — деревня
- Роташели — деревня
- Руди — деревня
- Рутины — деревня
- Савейки — деревня
- Савичи — деревня
- Секлы — хутор
- Сестренцы — деревня
- Скребени — деревня
- Снегишки — хутор
- Старый Двор — деревня
- Стунжишки — деревня
- Таленишки — хутор
- Трабшишки — хутор
- Трейбши — деревня
- Трибутишки — деревня
- Фурманишки — деревня
- Черноземье — деревня
- Черный Застенок — хутор
- Чижевщина — деревня
- Шаркишки — хутор
- Эйтмяны — деревня
- Юлишки — хутор
- Якшты — деревня

Упразднённые населённые пункты на территории сельсовета: 
17 марта 2010 года:
- Авштокальня — хутор
- Колония — хутор

26 октября 2011 года:
- Балики — деревня
- Берженишки — хутор
- Кирмелишки — хутор
- Кузьмишки — хутор
- Шлявишки — хутор

28 ноября 2016 года:
- Жвирино — хутор
- Новая Германовщина — хутор
- Обали — деревня
- Тракишки — деревня

## Население
В 2009 году в сельсовете проживало 2936 человек. Из них 1145 — поляки, 1135 — белорусы,	535 — русские,	37 — украинцы, 22 — литовцы.

## Инфраструктура
На территории сельсовета расположены сельскохозяйственные предприятия ОАО «Агровидзы», КУСП «Видзовский», ОАО «Новая Гвардия», УО «Видзовский ГПТК», «Видзовская средняя школа Браславского района», «Дрисвятская детский сад — средняя школа Браславского района», «Козянская детский сад — базовая школа Браславского района», три детских сада, три Дома культуры, три библиотеки, «Видзовская участковая больница», шесть фельдшерско-акушерских пунктов, четыре отделения связи.